# Half Moon Beach
Der Half Moon Beach (englisch für Halbmondstrand, spanisch Playa Media Luna) ist ein kleiner Strand an der Nordküste der Livingston-Insel im Archipel der Südlichen Shetlandinseln. Er liegt 1,5 km südöstlich des Scarborough Castle, zwischen dem Kap Shirreff und dem Black Point.
Die an die Form des Strands angelehnte Benennung ist in Aufzeichnungen des britischen Robbenjägers Robert Fildes (1793–1827) enthalten, der in zwei antarktischen Sommerkampagnen zwischen 1820 und 1822 in den Gewässern um die Südlichen Shetlandinseln operierte.